# Allan Souza Lima
Allan Gabriel Souza Lima (Recife, 18 novembre 1985) est un acteur, réalisateur et scénariste brésilien,.

## Biographie
Souza Lima est né dans l'état de Pernambuco, dans la capitale, Recife. Durant son enfance, il était le voisin du chanteur Chico Science. et c'est cette approche qui l'a motivé à poursuivre sa carrière dans les arts scénique. Dans sa jeunesse, à l'âge de 18 ans en 2003, il est parti seul pour Rio de Janeiro, l'année suivante, il rejoint la Casa de Artes de Laranjeiras, où il a obtenu son diplôme d'acteur en 2006.

## Vie privée
Daté de l'actrice Helena Ranaldi de 2014 à mars 2015,,. Aussi daté l'actrice Day Mesquita.

## Carrière
Dans les années 2003 et 2006, il fait partie du casting de pièces: Bent sous la direction de Luiz Furnelatto; Sete Vidas sous la direction de Rogério Dollabella; et Adão, Eva e Mais uns Caras sous la direction de Ernesto Piccolo. Ses débuts au cinéma ont eu lieu en 2007, lorsqu'il a été invité par le réalisateur Armenio Dias Filho, jouer dans le court métrage Cinema é a maior diversão. Depuis, plusieurs autres œuvres de l'industrie cinématographique ont vu le jour, Allan a réalisé et exécuté son premier projet, le court métrage, Oh Captain, My Captain - Tem Pão no Circo.
Souza Lima a produit son premier spectacle en tant qu'acteur et producteur en 2008 avec la pièce Don Juan (DJ), dirigée par Thierre Trémourux. Il faisait également partie du casting de Raimunda, Raimunda, un spectacle célébrant les 50 ans de la carrière de l'actrice Regina Duarte. Toujours en 2007, il a joué dans la telenovela brésilienne Caminhos do Coração, et la suite Os Mutantes: Caminhos do Coração jouant l'un des antagonistes de l'intrigue, Meduso. Après cela, il a participé à d'autres productions telles Os Amorais, dans le Canal Brasil. Uma Rua sem Vergonha et Adorável Psicose tous le deux Multishow. En 2012, Allan a joué Raí sur la série HBO Preamar. La même année, il fonde la société de production Ikebana Filmes, et écrit le scénario des courts métrages Ópio et Mais Uma História. Les deux productions ont remporté 23 prix dans des festivals nationaux et internationaux. En plus des courts métrages, Souza Lima a réalisé et produit la pièce Jardim Zoológico, qui apporte en tant qu'acteur invité Daniel Dantas, la pièce sera adaptée pour le cinéma. En 2016, Allan a joué dans le court métrage O que teria acontecido ou não naquela calma e misteriosa tarde de domingo no jardim zoológico, dont a participé au concours, Festival de Gramado 2016, parmi d'autres festivals.
En 2015, Allan rejoint le casting du feuilleton A Regra do Jogo, de João Emmanuel Carneiro, interpréter Nenenzinho, frère de Mel. En 2016 il est un couple romantique de Sonia Braga et Aquarius, où il était présent au Festival de Cannes en compétition avec le film. Après le feuilleton, en 2017 Souza Lima il a joué son premier rôle principal au cinéma, où il a joué un joueur de poker, dans le film, Jogos Clandestinos.

## Filmographie
| An   | Titre                            | Personnage                           | Notes                   |
| ---- | -------------------------------- | ------------------------------------ | ----------------------- |
| 2007 | Caminhos do Coração              | Meduso Mayer                         |                         |
| 2008 | Os Mutantes: Caminhos do Coração | Meduso Mayer                         |                         |
| 2009 | Caminho das Índias               | Hadit                                |                         |
| 2009 | Os Amorais                       | Arnaldo                              |                         |
| 2012 | Preamar                          | Raí                                  |                         |
| 2012 | Avenida Brasil                   | Márcio                               | "Épisode": 11 octobre   |
| 2012 | Guerra dos Sexos                 | Caco                                 | "Épisode": 4 novembre   |
| 2013 | Adorável Psicose                 | Elvis                                |                         |
| 2013 | Uma Rua sem Vergonha             | Cristiano                            |                         |
| 2014 | Em Família                       | Antônio Lourenço                     |                         |
| 2015 | Milagres de Jesus                | Abdiel                               |                         |
| 2015 | A Regra do Jogo                  | Elano de Souza Araújo "(Nenenzinho)" |                         |
| 2017 | Novo Mundo                       | Cacique Ubirajara                    |                         |
| 2018 | Jesus                            | Judas, Galilée                       | "Épisode":24-30 julliet |
| 2018 | Dancing Brasil                   | Lui-même                             |                         |
| 2019 | Órfãos da Terra                  | Youssef Murad Abdallah               |                         |